# Helietta plaeana
Helietta plaeana là một loài thực vật có hoa trong họ Cửu lý hương. Loài này được Tul. mô tả khoa học đầu tiên năm 1847.